# 司马德戡
司马德戡（580年—618年），扶风郡雍县（今陕西省凤翔县）人。隋朝武将，与宇文化及一同弑杀隋炀帝。
父司马元谦，在北周为都督。司马德戡幼年孤弱，以杀猪谋生。有个和尚释粲，与司马德戡母和氏私通，遂抚养教育他，通过如此解书计。开皇年间，司马德戡为侍官，渐迁至大都督。跟随杨素出讨汉王杨谅，充当内营左右，司马德戡俊辩多计，杨素很喜欢他。以勋授仪同三司。大业三年（607年），为鹰扬郎将。从隋炀帝讨辽左高句丽，进位正议大夫，迁武贲郎将。
从隋炀帝至江都，领左右备身骁果万人，在城内宿营。因隋末大乱，司马德戡率骁果谋反，弑隋炀帝，与其党孟秉等推宇文化及为丞相。宇文化及首封司马德戡为温国公，食邑三千户，加光禄大夫，仍统本兵，宇文化及很猜忌他。后数日，宇文化及分配士卒，以司马德戡为礼部尚书，对外表示升官，其实是夺他的兵权。于是司马德戡愤怨，所获赏物都贿赂宇文智及，宇文智及为他说话。
宇文化及北返军行至徐州，弃船登陆，令司马德戡统率后军，司马德戡与赵行枢、李本、尹正卿、宇文导师等密谋袭击宇文化及，遣使到反隋起事军孟海公处，结为外援。暂时没有动作，以待使者回报。许弘仁、张恺知道後，告知宇文化及，宇文化及遣其弟宇文士及假作遊猎，到达后军。司马德戡不知事情败露，出营拜见，宇文士及命人逮捕他和他的党羽。宇文化及责骂他：“与公戮力共定海内，出于万死。今始事成，愿得同守富贵，公又何为反也？”司马德戡说：“本杀昏主，苦其毒害。推立足下，而又甚之。逼于物情，不获已也。”宇文化及不回答，命人送司马德戡至幕下，缢杀了他，时年三十九岁。

## 延伸阅读
[在维基数据编辑]
 《隋書·卷85》，出自魏徵《隋书》